# Castel Terracena
Castel Terracena è stato un complesso fortificato situato a ridosso delle mura orientali di Salerno, sulla sommità di un'altura, ad est della Cattedrale di Salerno. costruito dal duca normanno Roberto il Guiscardo in un periodo che va dal 1076 al 1080.
Per anni è stato erroneamente identificato con il palazzo situato in largo San Giovanni, al di sotto del complesso di San Michele.

## Storia e caratteristiche
Lo scopo della costruzione fu quello di rafforzare le difese della città e di fornire ai nuovi sovrani normanni un palazzo del potere diverso da quello longobardo. 
L'imperatore Federico II donò la proprietà del castello-fortezza alla seconda moglie Jolanda di Brienne.
La sua esistenza fu breve, avendo avuto termine, in circostanze misteriose, fra il 1251 (data della sua ultima citazione) e il 1261, anno della morte di papa Alessandro IV che donò ai monaci benedettini il suolo sul quale era stato edificato.. In tale castello vi fu prigioniera per un breve periodo l'imperatrice Costanza d'Altavilla.

## L'individuazione del complesso
La zona dove si può ancora oggi riconoscere il complesso di Castel Terracena, per quanto gravemente manomesso e deturpato dalle successive stratificazioni, è quella che, dall'attuale Museo archeologico, giunge alle absidi del duomo, in via Genovesi, per poi continuare su via dei Canapari e via Mario Iannelli. In questo complesso, in largo San Giovanni, sono state individuate alcune torri decorate in "tarsie" di tufo giallo e grigio, che per anni hanno portato ad identificarle come parte del complesso del castello.
Il festoso effetto cromatico è accentuato dall'uso, tipico nel XI-XII secolo in Campania di elementi ceramici a scopo ornamentale come i fondi di catini ceramici al centro dei rosoni. La fascia verticale è formata da un motivo che potrebbe essere stato suggerito dal profilo di una alabarda ripetuto specularmente o, forse, da un elemento decorativo di origine moresca salvo che non si debba vedere in esso una interpretazione stilizzata del loto lanceolato di tradizione islamica.